# サンバージー
サンバージー・ボーンスレー（マラーティー語: सम्भाजी भोसले, 英語: Sambhaji Bhonsle, 1657年5月14日 - 1689年3月11日）は、インドのデカン地方にあったマラーター王国の第2代国王（在位：1680年 - 1689年）。

## 生涯

### 幼少期・青年期

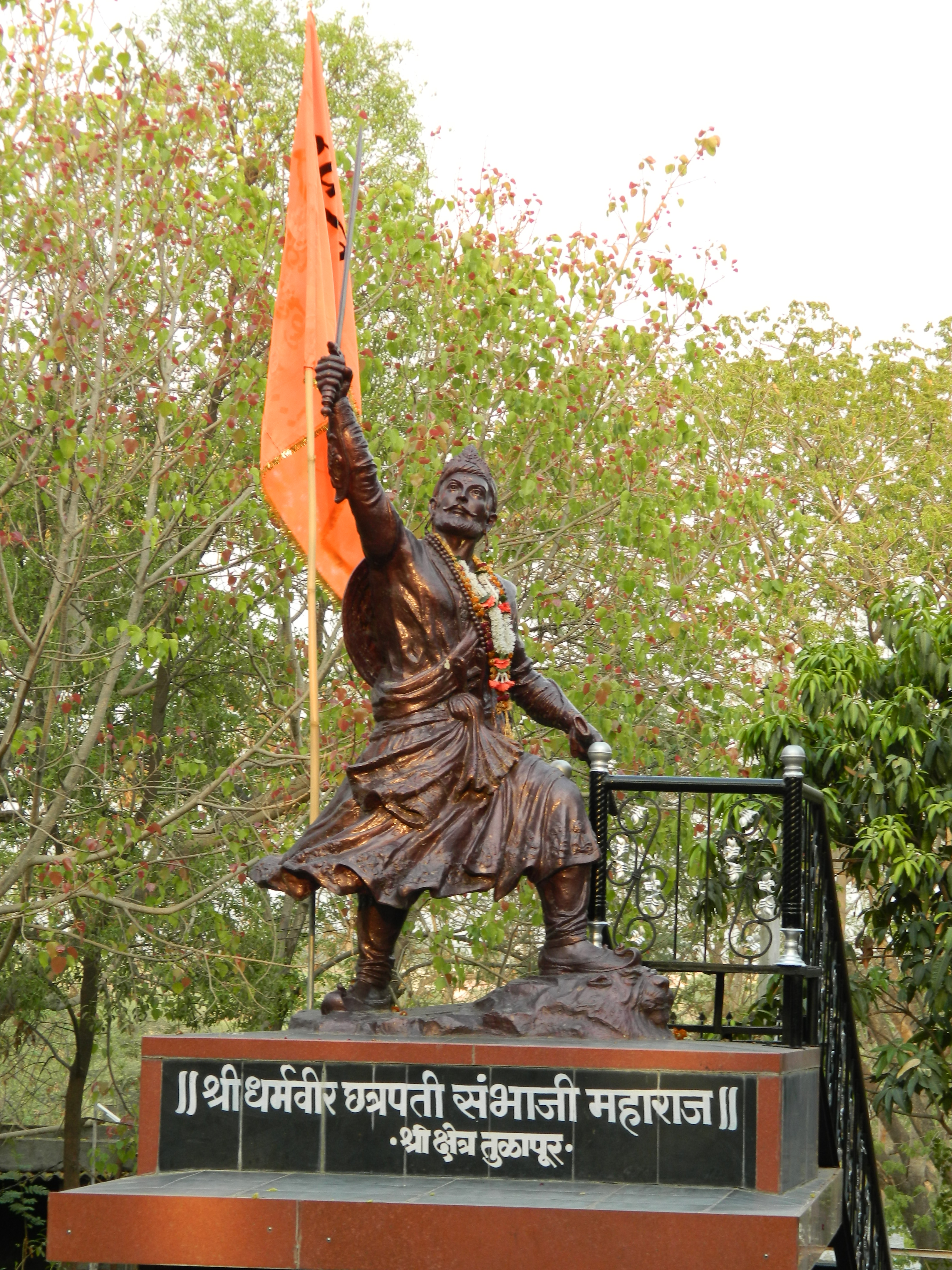
サンバージー像

1657年5月14日、サンバージーはマラーターの指導者シヴァージーの息子として生まれた。
1665年6月11日、父親のシヴァージーがムガル帝国との講和条約、プランダル条約を締結した結果、サンバージーはシヴァージーとともにムガル帝国の臣下となった。
1666年5月12日、サンバージーはシヴァージーとともにアウラングゼーブとアーグラで面会したが、折り合いがつかずにアーグラ城で幽閉された。
サンバージーとシヴァージー父子は、同年7月22日に城を脱出し、ムガル帝国領のマトゥラー、グワーリオール、インドールなどを経由しつつ、9月12日あるいは11月20日にラーイガド城に帰還したとされる（月日に関してはよくわからない点が多い）。
10月9日、父親シヴァージーは、アウラングゼーブと和解することにし、サンバージーをアウランガーバードへ向かわせた。
そして、アウランガーバードについたとき、ムガル帝国デカン総督のムアッザム(のちに第7代皇帝に就いた)に歓迎され（彼は父の厳しい宗教弾圧に反対していた）、11月にサンバージーが帰還したのち、アウラングゼーブにシヴァージーと和解したことを知らせた。
1674年6月6日に父親、シヴァージーがマラーター王に即位したことによって、サンバージーはマラーター王族になった。
1680年4月3日、サンバージーはラーイガド城に集められ、他の家族や父親の臣下とともに看取りながら父の死を見守ったとされる。

### マラーター王として即位

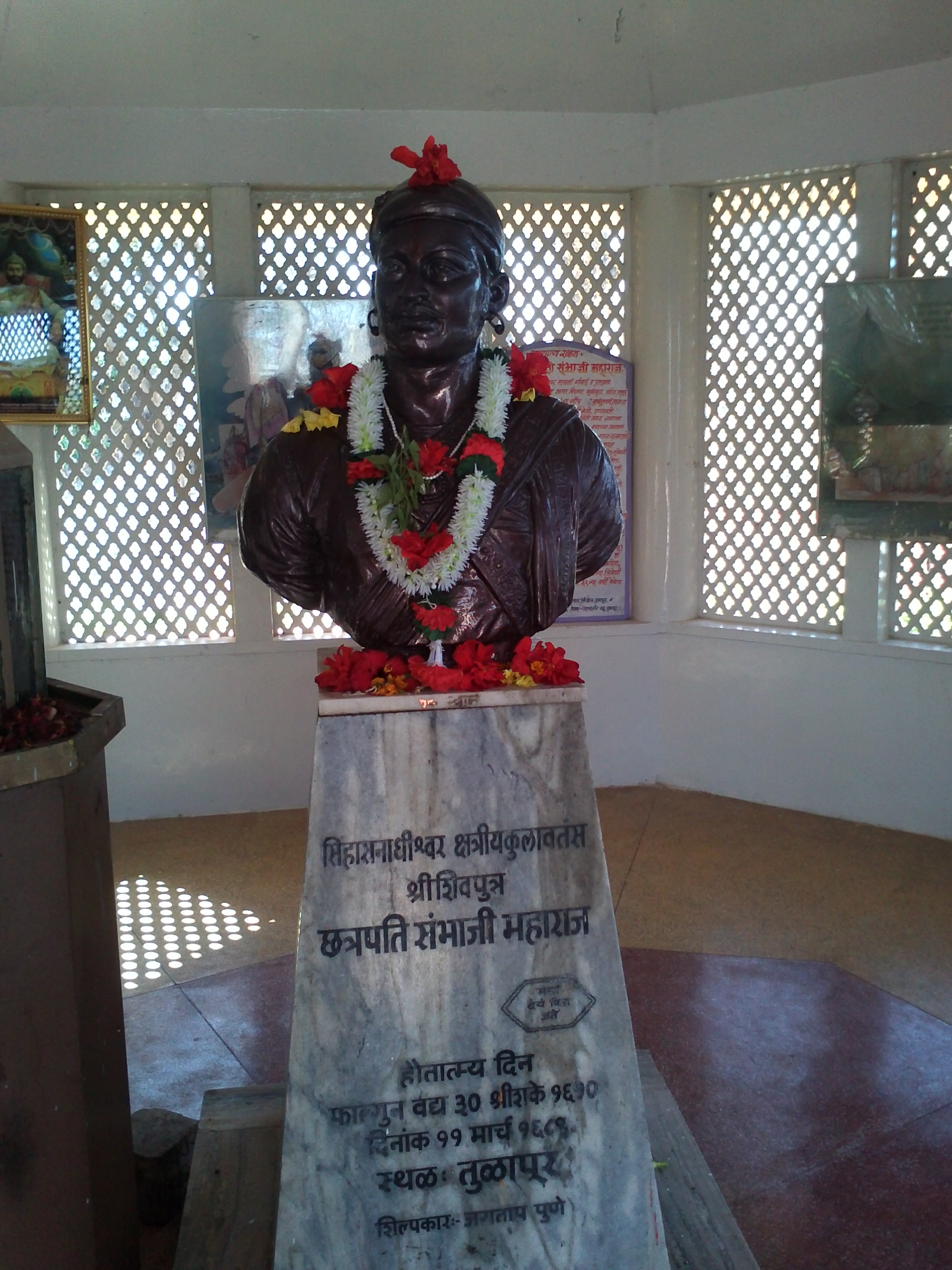
サンバージーの胸像

父が急逝したとき、シヴァージーには2人の息子、サンバージーとラージャーラームがいた。父の死に際し、サンバージーは軟禁状態にあったため、弟ラージャーラームの母、ソーイラー・バーイーは自身の息子を王位につけようとした。
サンバージーはこれを聞くと直ちにラーイガド城へと向かい、その母ソーイラー・バーイーを押さえ、ラージャーラームをラーイガド城に軟禁状態にした。のち、ソーイラー・バーイーは毒殺された。
こうして、同年7月20日にサンバージーは父シヴァージーの後を継いで、第二代マラーター王となった。

### ムガル帝国との戦い
1681年以降、アウラングゼーブが大挙で南下し、マラーター王国との間にデカン戦争が勃発した。
優勢なムガル帝国の軍勢にサンバージーは追い詰められ、西ガート山脈南部のヴィシャールガド城を離れて首都のラーイガドへと戻ろうとした。
だが、1689年2月1日にサンバージーは追跡してきたムガル帝国軍により、サンガメーシュワルで捕らえられてしまった。

### 拷問と処刑

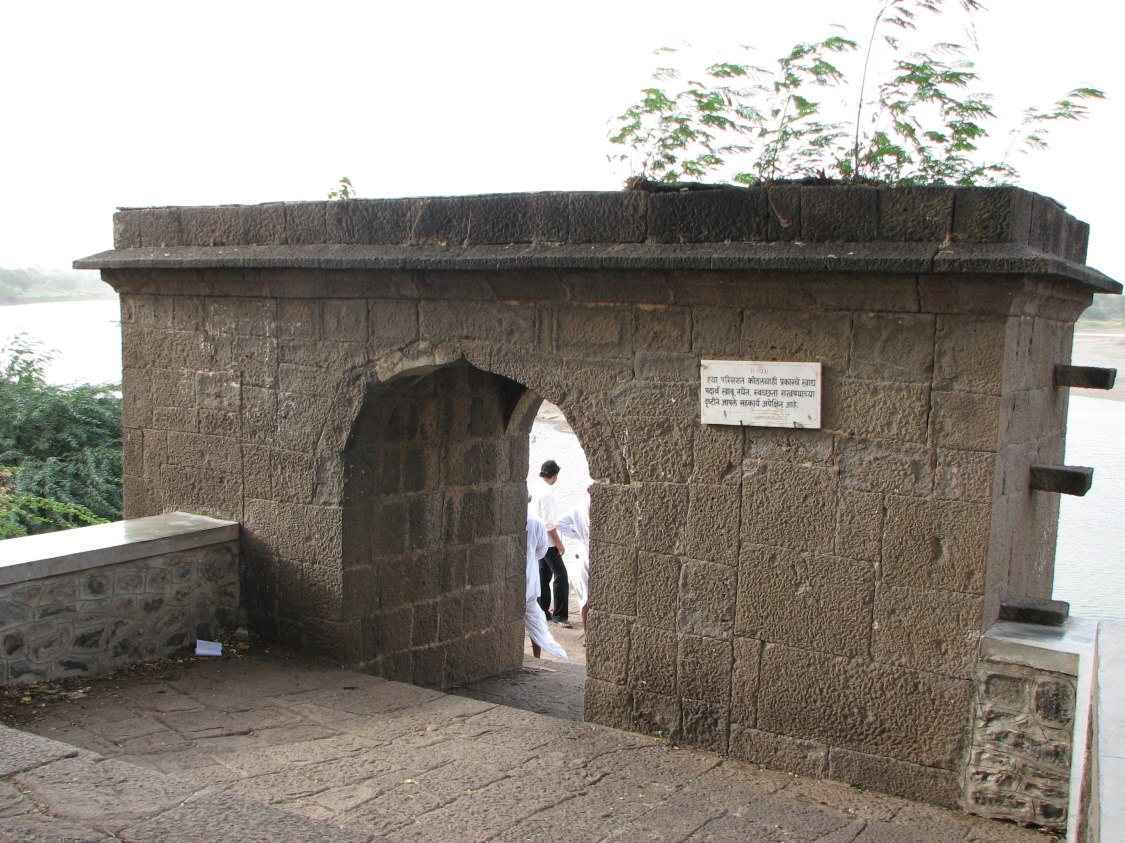
サンバージーの処刑場所

1689年3月11日、サンバージーは拷問の末、ビーマー川河畔のトゥラープルで宰相とともに殺害された。その後、彼らの肉は犬のえさにされた。